# Grand-Bourg
Grand-Bourg (Marie-Galante-Kreolisch: Gwanbou) ist eine Gemeinde mit 4678 Einwohnern (Stand 1. Januar 2022) im Südwesten der Karibikinsel Marie-Galante. Sie gehört politisch zum französischen Überseedépartement Guadeloupe.
Die nordöstliche Nachbargemeinde ist Saint-Louis, östlich grenzt die Gemeinde Capesterre-de-Marie-Galante an. Die drei Gemeinden der Insel bilden einen eigenen Gemeindeverband, die Communauté de communes de Marie-Galante.
Dem südöstlich des Ortes liegenden ausgedehnten Strand ist ein Korallenriff vorgelagert.

## Geschichte
Die Insel wurde am 3. November 1493 von Christoph Kolumbus während seiner zweiten Westindien-Reise entdeckt. Er ging in der Anse-Ballet im heutigen Grand-Bourg an Land. Um 1660 errichteten die Karmeliter eine Kapelle, um die sich ein kleiner Ort entwickelte, der Marigot genannt wurde. Sie bauten Zuckerrohr an. 1838 wurde der Ort durch ein Feuer komplett zerstört und anschließend wieder aufgebaut. 1865 zerstörte ein Zyklon die Zuckerrohrplantagen, 1928 verwüstete ein weiterer Zyklon die Stadt, schwere Schäden entstanden auch 1956 durch Zyklon Betsy und 1964 durch Zyklon Cleo.

## Wirtschaft
Wichtige Erwerbszweige sind der Importhandel, die Fischerei und der Tourismus. Eine wichtige Rolle spielt auch der Anbau von Zuckerrohr, das zum Teil in zwei Destillerien am Ort zu Rum verarbeitet wird. Die größte Zuckerrohrplantage von Guadeloupe, die Habitation Murat, befand sich hier. Sie beschäftigte im Jahr 1839 über 200 Arbeiter und ist heute ein Ökomuseum. Der Ort verfügt über einen Flughafen (IATA-Code GBJ) und den größten Seehafen der Insel.

## Galerie

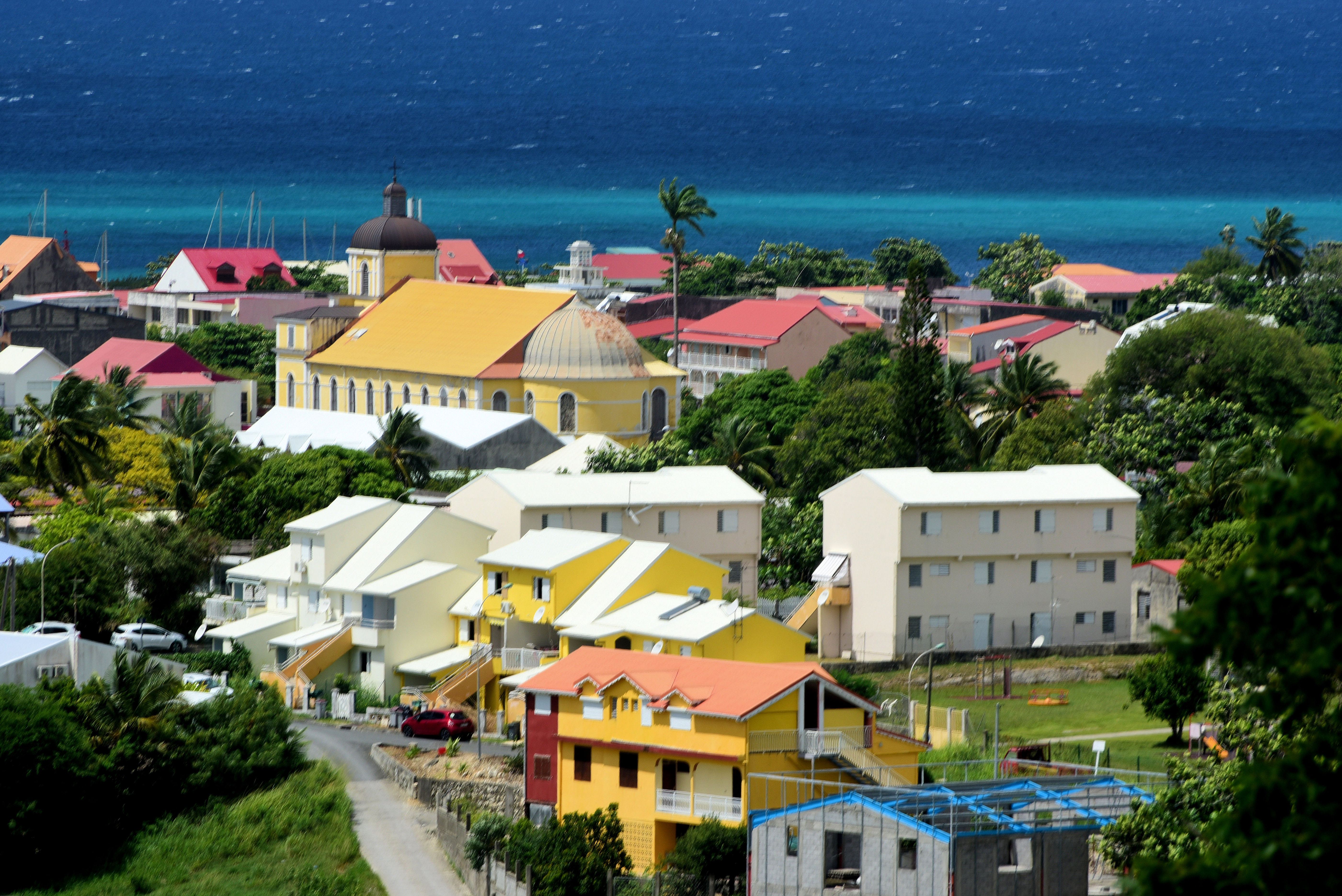
Kirche der Unbefleckten Empfängnis
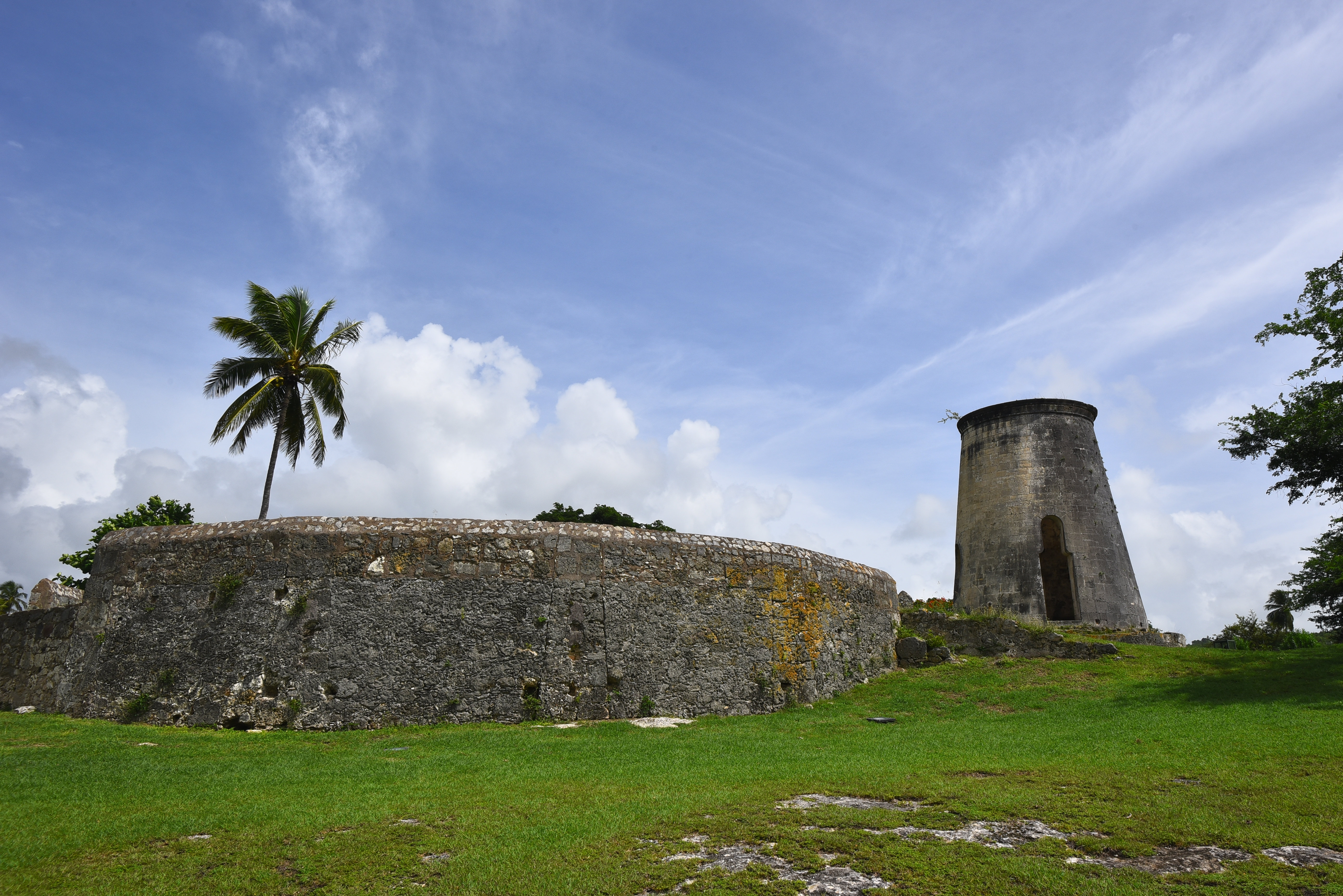
Ehemalige Zuckerrohrmühle der Habitation Murat
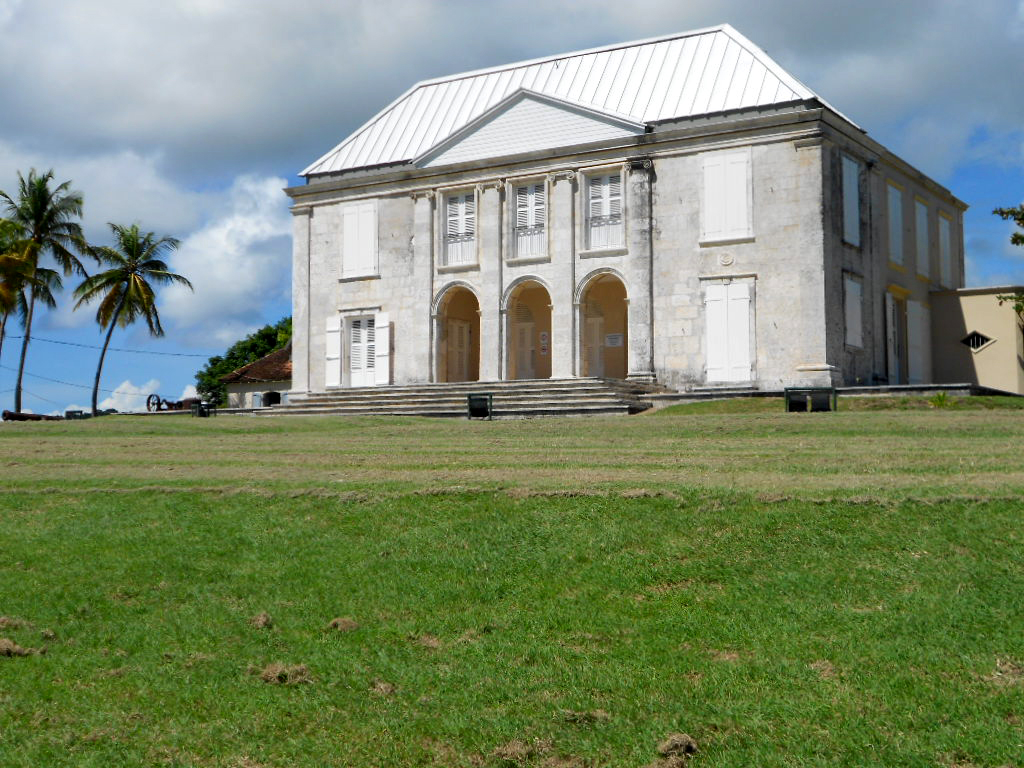
Herrenhaus der Habitation Murat
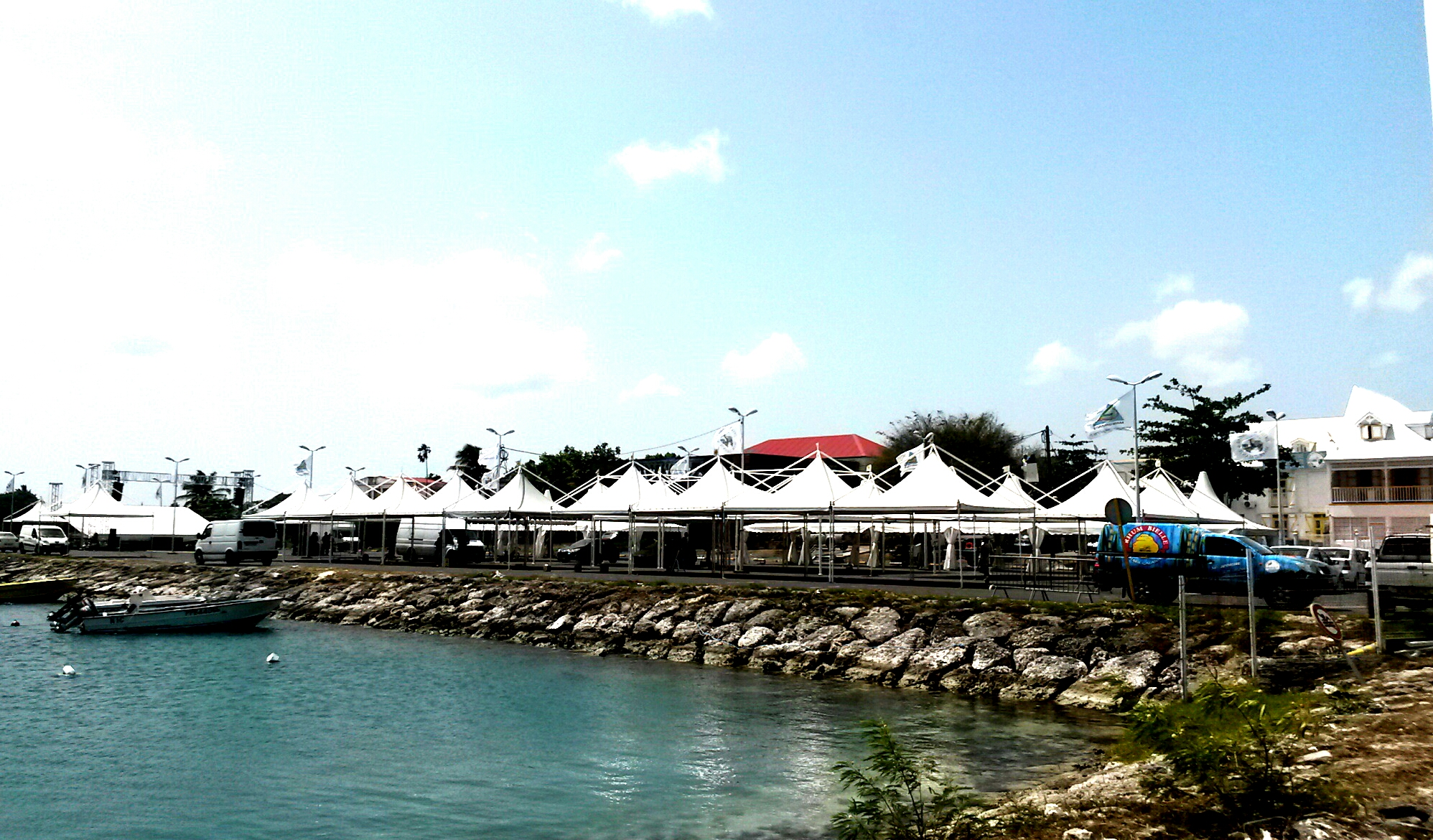
Village Caraibes während eines Festivals

## Städtepartnerschaften
Die Partnergemeinde von Grand-Bourg ist die französische Stadt Bagneux bei Paris im Département Hauts-de-Seine.

## Persönlichkeiten
- Patrice Tirolien (1946–2019), französischer Politiker
- Simone Créantor (1948–2020), Kugelstoßerin